# Domenico Cosselli
Domenico Cosselli (Parma, 27 maggio 1801 – Parma, 9 novembre 1855) è stato un basso-baritono italiano.

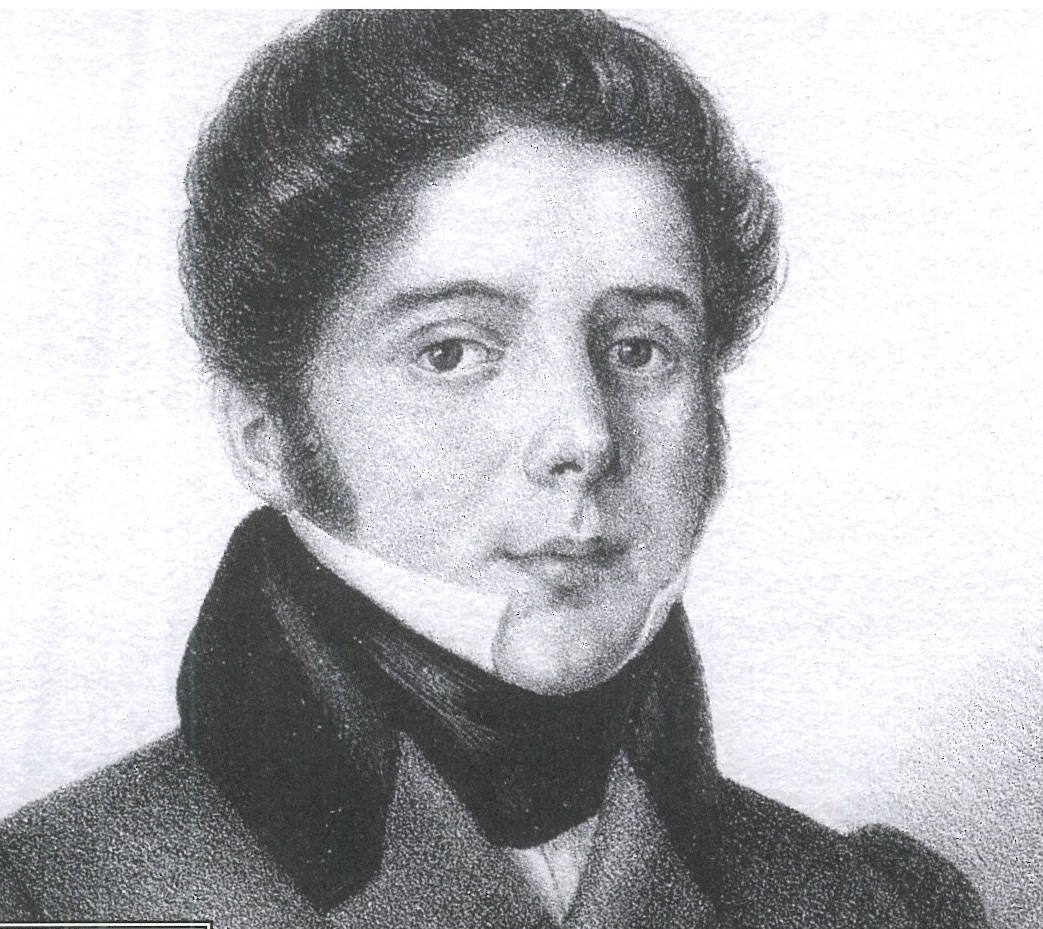
Domenico Cosselli

Iniziò a studiare canto nel 1814 a Parma, dove debuttò nel Teatro Ducale nel 1821. Specializzatosi nel repertorio rossiniano, cantò ne Il barbiere di Siviglia, Tancredi, La Cenerentola, La gazza ladra, Semiramide. Nel 1827 cantò a Roma nel ruolo di Olivo nella prima rappresentazione di Olivo e Pasquale di Gaetano Donizetti, iniziando una proficua collaborazione col compositore: nel 1833 fu il primo Azzo in Parisina d'Este e, soprattutto, il primo Enrico in Lucia di Lammermoor, nella prima al Teatro San Carlo di Napoli, assieme a Fanny Tacchinardi e a Gilbert Duprez (1835). Cosselli fu uno dei primi cantanti a intraprendere la transizione tra la vecchia concezione della voce di basso a quello che oggi è il baritono, un registro vocale che all'epoca si stava appena iniziando a delineare.
Si esibì nelle maggiori piazze italiane, tra cui Bologna, Firenze e Venezia. Fu anche il primo interprete di Arnoldo in Carlo di Borgogna di Giovanni Pacini nel 1835. La sua carriera subì un rallentamento a partire dal 1840; nel 1843 iniziò l'insegnamento di canto a Vienna. Sofferente di una malattia alla vista, si ritirò nella sua villa di Marano, frazione di Parma, dove morì.

## Ruoli creati
- Naballe in Erode di Mercadante (27 dicembre 1825, Venezia)
- Akebare ne Il paria di Carafa (4 febbraio 1826, Venezia)
- Don Fernando in Caritea, regina di Spagna di Mercadante (21 febbraio 1826, Venezia)
- Olivo in Olivo e Pasquale di Donizetti (7 gennaio 1827, Napoli)
- Azzo in Parisina d'Este di Donizetti (17 marzo 1833, Firenze)
- Arnoldo d'Ivrj in Carlo di Borgogna di Pacini (21 febbraio 1835, Venezia)
- Vasili in Marsa di Coccia (13 luglio 1835, Napoli)
- Lord Enrico Ashton in Lucia di Lammermoor di Donizetti (26 settembre 1835, Napoli)